# Драган, Дженнифер
Дженнифер Мэри Драган (англ. Jennifer Marie Drugan, род. 19 мая 1982, Лос-Анджелес, штат Калифорния) — американская актриса, наиболее известна по роли Энни Портер в телесериале 1991 года «Земля исчезнувших». За эту роль дважды была номинирована на премию «Молодой актёр». Актёрская карьера Драган продолжалась с 1989 по 1992 годы, за это время она снялась в семи фильмах и телесериалах. Во взрослые годы не снималась.

## Фильмография
- 1989 — Чудесные годы / The Wonder Years — маленькая Унни Купер (в одной серии)
- 1989 — Тёрнер и Хуч / Turner & Hooch — Кристин Харпер
- 1989 — Полный дом / Full House — Лори (в одной серии)
- 1990 — Тёмный мститель / Dark Avenger — Аманда Кейн
- 1990 — Американский мечтатель / American Dreamer — Сьюзи (в одной серии)
- 1991—1992 — Земля исчезнувших / Land of the Lost — Энни Портер
- 1992 — Побег из Нормала / Leaving Normal — маленькая Эмили